# Боца
Боца или флаша је посуда направљена најчешће од стакла, са обликом таквим да има проширено тијело, затим сужено грло и отвор на врху грла, а намијењена првенствено држању течности. Боца може бити направљена и од пластике или метала, док се сличне посуде од других материјала у српском језику рјеђе означавају називом боца или флаша.
Садржај боце је углавном течан или полутечан, као, на примјер, вода, млијеко, алкохолно или безалкохолно пиће, уље, лијек, шампон, тинта и слично. Други материјали нису практични за држање у боци, због њеног облика у ком доминира сужено грло. За такве материјале су намијењене посуде сличне боци, али са проширеним грлом или уопште без грла, као што је тегла.
Боца од 0,75 l намијењена за вино често се назива бутеља.
Боца се користи већ вијековима. Прве сличне посуде су користили Феничани, Римљани, Крићани и Кинези.

## Споредна намјена
Искоришћене боце, осим што се рециклирају, практичне су и за даљњу употребу, која се често разликује од првобитне намјене.
- Веома често, употребом великог броја боца укопаних у тло, праве се ликови који су најбоље видљиви са великих висина. У бившој Југославији на тај начин се често по косинама брда поред путева исписивао надимак Јосипа Броза — „Тито“. У Чилеу је на тај начин исцртан велики логотип кока-коле, који је видљив и са сателитских висина[1].
- У марту 2010. године свјетски познат пустолов Дејвид Ротшилд са пријатељима је направио брод »Пластики« од више хиљада пластичних боца, којим је намјеравао да преплови Тихи океан.
- Боце се понекад користе и у архитектури, за изградњу дијелова и потпуних грађевина.[2]
- У филму Богови су пали на тјеме (The Gods Must Be Crazy) из 1980. године заплет главне радње почиње у тренутку када једна боца кока-коле доспије у урођеничко село, што постаје њихов први контакт са цивилизацијом. Наредних нколико минута филма показује разне врсте практичне употребе боце.[3]

## Затварачи
Предмет који служи за затварање отвора боце назива се затварач или чеп. Чепови се често разликују према намјени боце, односно према садржају боце. Боце за квалитетна вина се затварају чепом од плуте (пампуром); боце за пиво, мање квалитетна вина итд, се затварају металним (тзв. крунским) чепом, чепом без навоја. Боце за жестока алкохолна пића, сирупе, неке лијекове, млијеко се најчешће затварају чепом са навојем итд. Боце са лако испарљивим хемикалијама (етар, медицински бензин) се затварају стакленим чепом.
- Типичан чеп на боци за пиво
- Типичан чеп на боци за воћне сокове
- Чест чеп на боци за квалитетнија пива
- Стаклени и плутани чепови
- Гренвил острво - Ванкувер Боце у боји